# پیتر اشداون
پیتر هاوثورن اشداون (انگلیسی: Peter Hawthorn Ashdown؛ زادهٔ ۱۶ اکتبر ۱۹۳۴ در دانبری، اسکس) رانندهٔ سابق مسابقات اتومبیل‌رانی فرمول یک اهل انگلستان است. او در سال ۱۹۵۹ با خودروی کوپر در یک گراند پری از مسابقات جهانی فرمول یک شرکت کرد.

## نتایج کامل در مسابقات جهانی فرمول یک
(کلید)
| سال   | شرکت‌کننده      | شاسی            | موتور        | ۱      | ۲   | ۳    | ۴      | ۵           | ۶     | ۷      | ۸       | ۹      | قهرمانی رانندگان | امتیاز |
| ----- | -------------- | --------------- | ------------ | ------ | --- | ---- | ------ | ----------- | ----- | ------ | ------- | ------ | ---------------- | ------ |
| ۱۹۵۹  | اکیپ آلن براون | کوپر تی۴۵ (اف۲) | کلیمکس ۴-خطی | موناکو | ۵۰۰ | هلند | فرانسه | بریتانیا ۱۲ | آلمان | پرتغال | ایتالیا | آمریکا | ر.ن.             | ۰      |
| منبع: |                |                 |              |        |     |      |        |             |       |        |         |        |                  |        |